# Ammoconia millegrana
Ammoconia millegrana là một loài bướm đêm trong họ Noctuidae.